# Gozo népi hagyományai

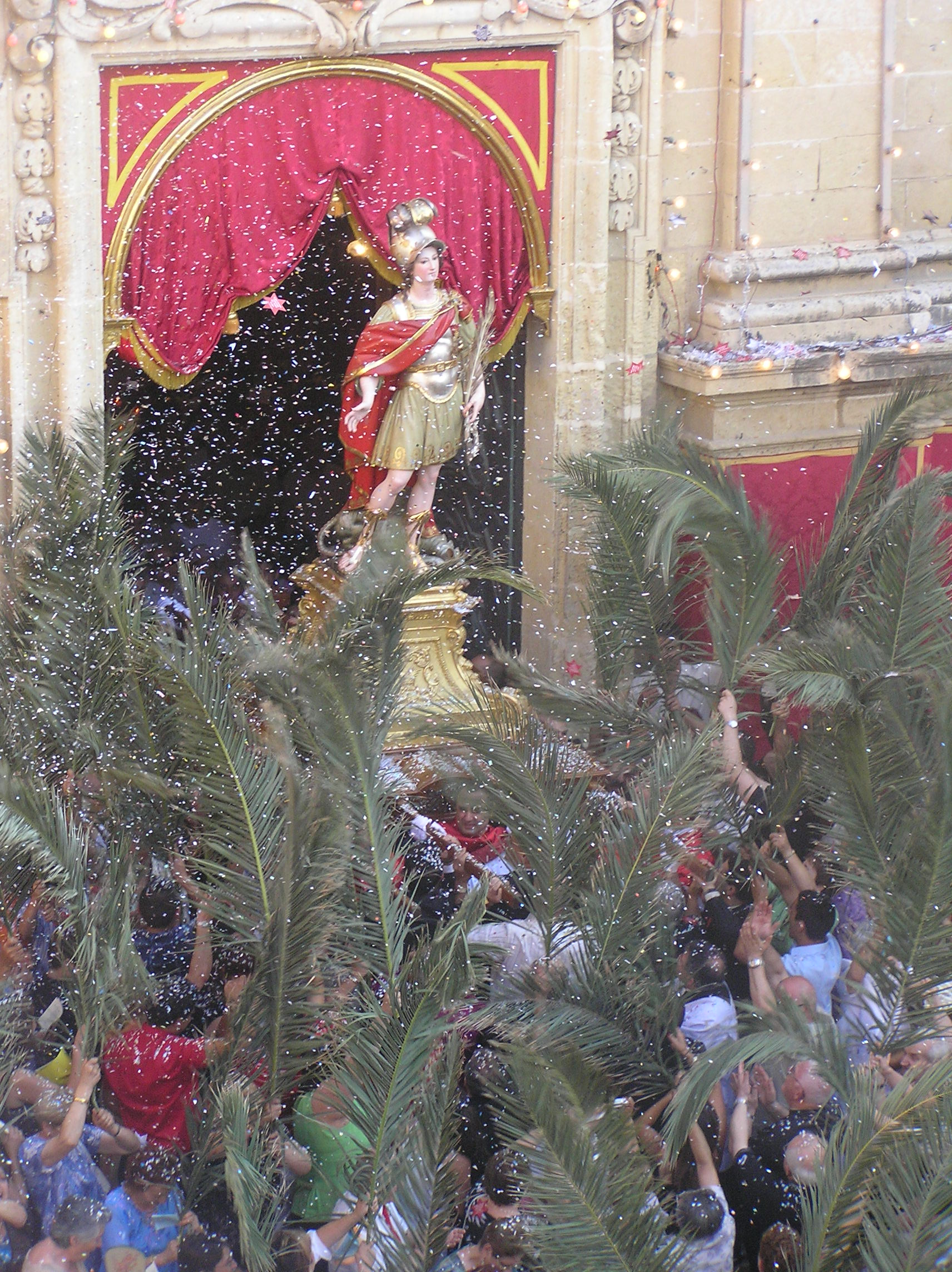
Felvonulás festa idején Szent György szobrával Rabatban

Għawdex (ejtsd: oudes), spanyol eredetű hivatalos nevén Gozo Málta második legnagyobb területű és lakosságú szigete. A modern Maltával szemben Gozo ma is a vidéki életről és az élő népi hagyományokról ismert. Legfontosabb ezek közül a csipkeverés, a korongozás. Legösszetettebben a fesztiválok és a festák (búcsúk) idején jelennek meg.

## Hagyományos mesterségek

### Kovácsok
A gozói kovácsok munkamódszere és eszközei nem térnek el másokétól. A sziget igényei szerint készítették termékeiket. Egy műhely megtekinthető a xagħrai Ta' Kola szélmalomban.

### Pékek
Gozo ropogós kenyeréről is ismert, amely a táplálkozás elhagyhatatlan része. Hagyományosan kerek alakú, sötétbarna színű, íze enyhén sós. Sűrűsége miatt nagyon tápláló.
A pékségek azonban a kenyér mellett még számos hagyományos terméket állítanak elő: ftira (egy hagyományos gozói pite), pastizzi (sajttal és babbal töltött péksütemény), panini (zsemlék), qagħaq (szezámos gyűrűk). A pékek nehéz munkája ma is apáról fiúra öröklődik.

### Pásztorok
A döntően birkát és kecskét tartó gozóiak között fontos mesterség volt a pásztoré. Mivel vadak nincsenek a szigeten, a pásztor és a kutya feladata csak a jószág irányítása volt. A pásztor egyedüli kiváltsága volt a sajtkészítés. A helyi sajtok közül kiemelkednek a jellegzetes napérlelte, sózott és borssal borított sajtok.

### Szövés-fonás
A szövés mestersége a föníciaiak óta ismert a szigeteken, a helyi ruhák már az ókori Róma lakói körében luxuscikknek számítottak. A gyapot behozatala óta szintén minden háznak volt szövőszéke. Az ipar a 19. században indult hanyatlásnak, ma már leginkább csak a turisták számára készítenek ruhákat, faliszőnyegeket. A Wistin Camilleri School for Arts and Crafts ma is képez ki szövőmunkásokat.

## Események

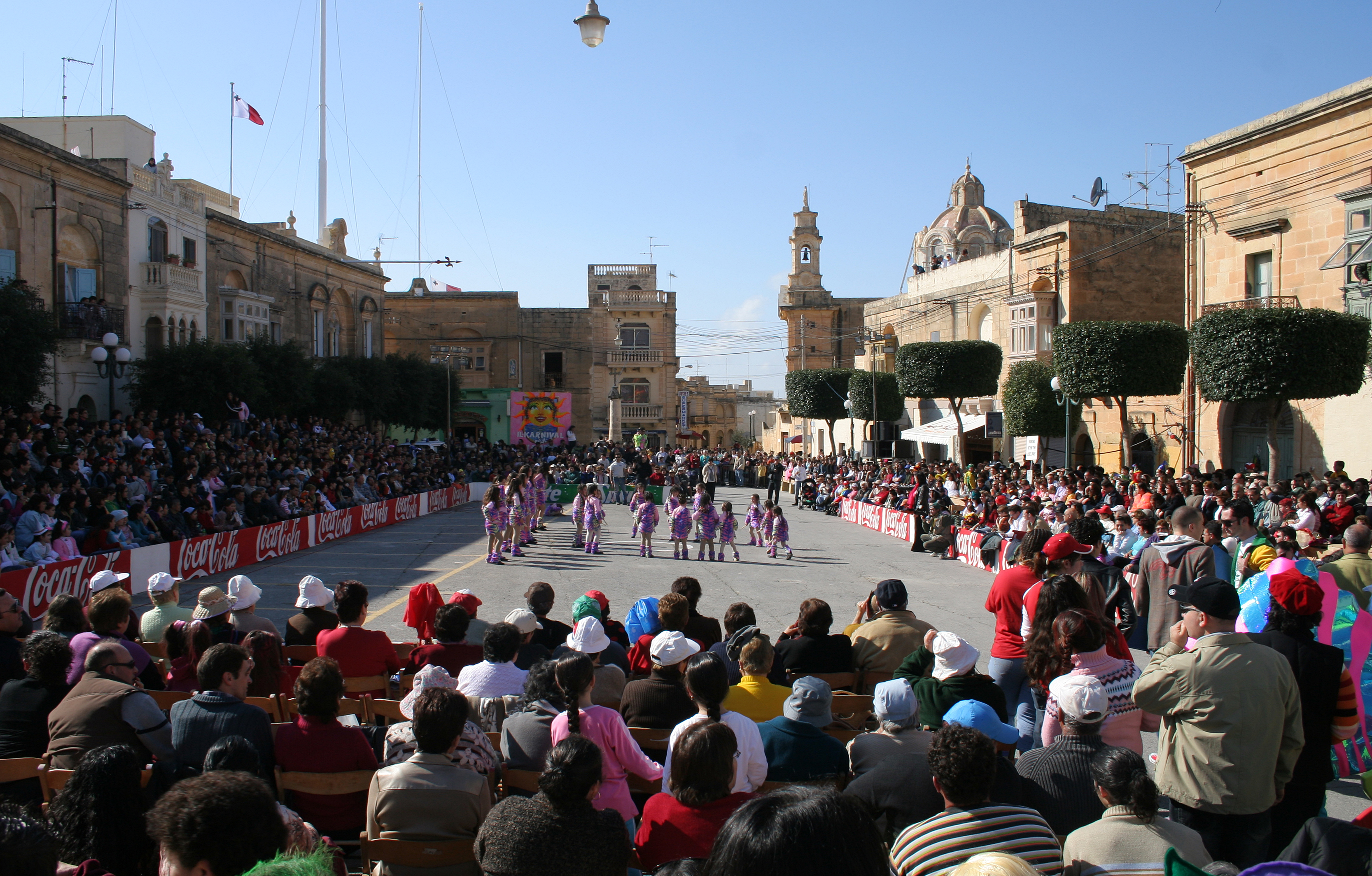
Carnival Nadurban

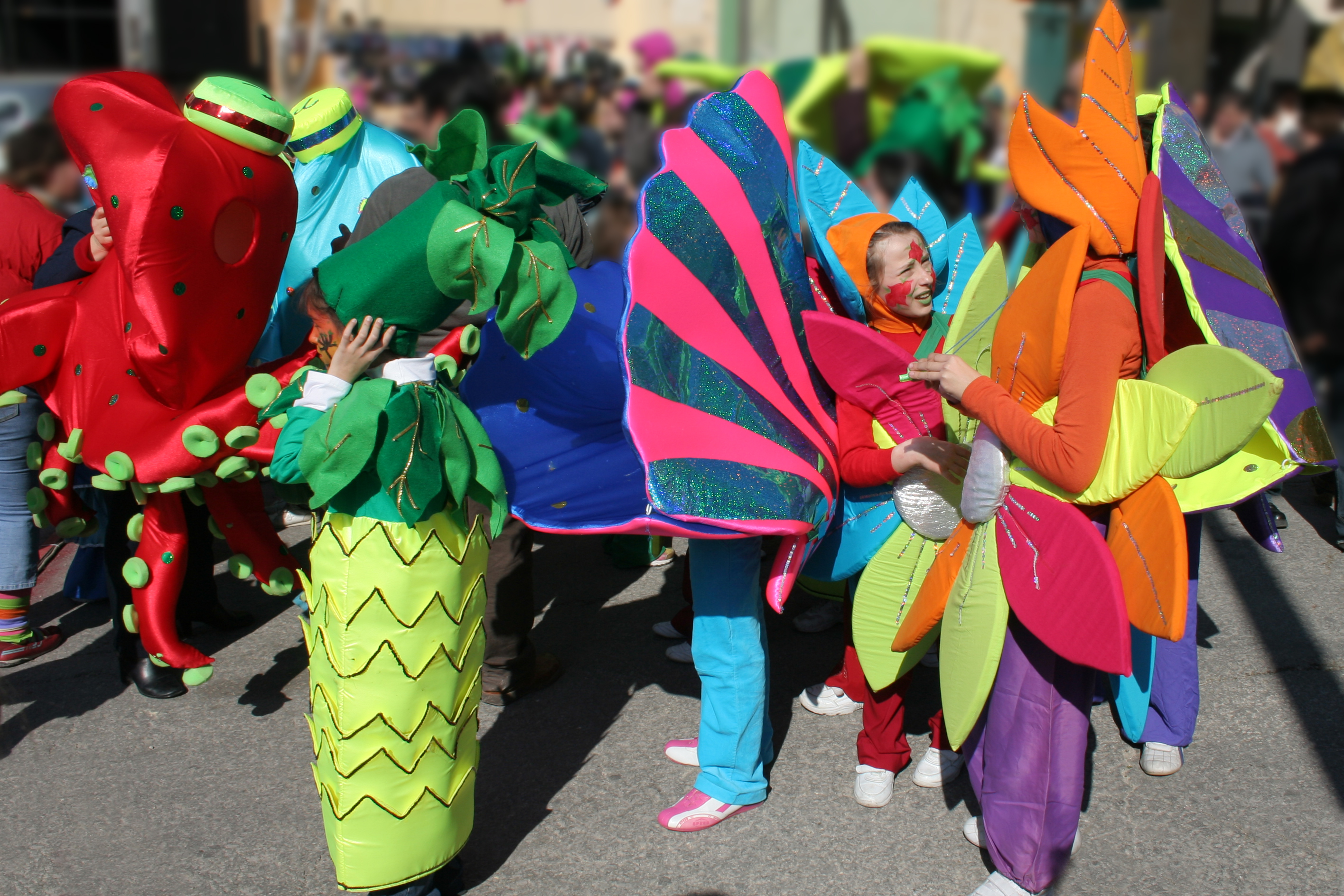
Carnivali jelenet

A különböző hagyományos rendezvények keretében sok hagyomány él ma is tovább.

### Carnival
A hamvazószerdát megelőző öt nap zajlik, általában február közepén. Úgy tartják, gyökerei még az aragóniai uralomig nyúlnak vissza. A hagyományos utcai felvonuláson a helyiek színes maszkokban, komikus és groteszk álarcokban vesznek részt. Nadur és Xewkija gyakran ad helyet napnyugta után spontán felvonulásoknak is.

### Nagyhét
A húsvétot megelőző hét, főként nagypéntek is felvonulások ideje, ekkor életnagyságú szobrokkal, a passió ábrázolásaival vonulnak végig a falvakon. A férfiak közül többen valódi kereszteket visznek a vállukon vagy rabláncot viselnek. Egyes csoportok korhű jelmezekben vonulnak, a felvonulást a községi band clubok zenekarai kísérik.
Húsvétvasárnap a feltámadt Krisztus szobrával tartanak körmenetet.

### Arts & Crafts Exhibition
Május-június fordulóján a Gozói Minisztérium kiállítótermében tartják a főként a Wistin Camilleri School of Fine Arts tanítványainak munkáiból álló kiállítást. Kerámiák, modellek, festmények, csipke, faliszőnyegek és pirográfiák (fára égetett képek) alkotják az anyag zömét.

### Mnarja
A név eredete (illuminaria) egy fényünnep emlékét őrzi. Június 29-én, Szent Péter és Pál ünnepén tartják. Központja Nadur, korábban az itteni Buskettbe gyűltek a környékbeliek az ünnep előtti estén, és hagyományos nyúlételekkel, borral, tűzijátékkal és gitárzenével ünnepeltek. Mára csak a ló- és szamárversenyek hagyománya él Nadurban, az ünnep előtti vasárnap pedig vásárt tartanak a helyi mezőgazdaság termékeiből.

### Santa Marija Mezőgazdasági Kiállítás
Augusztus 14-én és 15-én tartják 1855 óta a rabati il-Mall parkban Gozo gazdaságának legnagyobb seregszemléjét. A termelők ekkor mutatják be legjobb minőségű termékeiket, a díjakat pedig maga a köztársasági elnök adja át 15-én reggel.

### Il-gostra
A hagyományos versengés ma már csak Xlendiben maradt fenn. A versenyzők egy, a tenger fölé nyúló rúdra mászva, futva a végén lévő zászlót próbálják megszerezni. Győztesek és vesztesek egyaránt a tengerben fejezik be a versenyt.

### Karácsony
Karácsonykor a legtöbb otthonban és a templomok előtt is betlehemet építenek. A kivilágított utcákon dudások vonulnak végig, a Societas Doctrinae Christianae tagjai pedig a gyermek Jézus szobrával körmenetet tartanak.

## Kiállítások
A múzeumok mellett természetesen Gozón is találunk kifejezetten a turisták számára létrehozott kézműves bemutatóhelyeket (pl. San Lawrenz mellett), néha azonban egyre inkább tömegtermékeket árulnak eredeti kézműves áruk helyett.

### Ta' Dbieġi Crafts Village
San Lawrenz határában található az ún. "kézműves falu" ahol a sorban felépített házakban különböző mesterségek művelőit lehet munka közben megtekinteni és/vagy termékeit megvásárolni. Látogatás előtt fontos a nyitvatartási időkről érdeklődni, mert a mindenütt meghirdetett nyitvatartási idők csak a parkra vonatkoznak, minden boltnak és műhelynek külön nyitvatartási ideje van!

### Folklór Múzeum (Rabat)
A rabati Citadella egyik aragóniai házában található 1981 óta a gozói folklórt, a vidéki élet jellegzetességeit, a mezőgazdasági munka hagyományait bemutató kiállítás.

### Folklór Múzeum (Għarb)
A község egyik legrégebbi, 28 szobás házában található ez a magánkiállítás. Korhűen berendezett helyiségekben saját szemünkkel láthatjuk a korabeli mesterek életkörülményeit.

### Ta' Kola szélmalom
Xagħra határában áll az 1725-ben António Manuel de Vilhena nagymester által építtetett szélmalom, amelynek helyiségeit a szakma eszközeivel rendezték be.

### Pomzkizillious Játékmúzeum
Az 1970-es évek óta gyarapodó magángyűjtemény Xagħra egyik házában található. Legrégebbi darabjai 18. századi gozói babák, de egészen 20. századi modern játékokig minden látható itt.